# فلوريان كيمبف
فلوريان كيمبف (بالإنجليزية: Florian Kempf)‏ هو لاعب كرة قدم أمريكية ولاعب كرة قدم أمريكي في مركز مسدد ‏، ولد في 25 مايو 1956 في فيلادلفيا في الولايات المتحدة. لعب مع تينيسي تايتانز.

## وصلات خارجية
- فلوريان كيمبف على موقع مرجع كرة القدم المحترفة.كوم (الإنجليزية)
- فلوريان كيمبف على موقع JustSportsStats.com (الإنجليزية)